# 石井晴一
石井 晴一（いしい せいいち、1934年6月25日 - 2013年1月24日）は、日本のフランス文学者。青山学院大学名誉教授。オノレ・ド・バルザックが専門。

## 生涯
群馬県桐生市生まれ。1954年東京都立日比谷高等学校卒業。1958年東京大学文学部フランス文学科卒業。1961年から1964年までフランス政府給費留学生としてパリ大学に留学。1964年東京大学大学院人文科学研究科仏語仏文学専攻博士課程中退。東京大学教養学部助手などを経て、1982年青山学院大学文学部教授。2003年定年退職、名誉教授。

## 人物
- 学生時代、教養学部で大江健三郎と同級で、石井が東大病院へ10日ほど入院して退院した後、大江が下宿に見舞うと、夕方になると病院内の実験用の犬の鳴き声が聞こえてくると大江に話したところから、大江の「奇妙な仕事」が着想された[2]。
- NHKフランス語講座の常連だった[3]。

## 著書
- 『100万人のフランス語 フランス語を始めよう!』駿河台出版社 1980
- 『バルザックの世界』第三文明社 1999

## 共編著
- スタンダード佛和辞典　大修館書店　1975 増補改訂版
- スタンダード和佛辞典　大修館書店　1975
- 新スタンダード仏和辞典　大修館書店　1987
- ジュネス仏和辞典 大修館書店 1993 編者代表－大版も刊
- 事典現代のフランス 新倉俊一、朝比奈誼、稲生永、彌永康夫、鈴木康司、冨永明夫共編  大修館書店 1993 新版
- 仏検3級突破 鳥居くらら共著 三修社 1994
- 仏検4級突破 鳥居くらら 三修社 1994
- 仏検5級突破 鳥居くらら 三修社 1995
- 仏検4・5級突破単語集 鳥居くらら 三修社 1996
- 仏検2級突破 鳥居くらら 三修社 2009

## 翻訳
- バルザック『ランジェ公爵夫人』講談社「世界文学全集」 1967、のち新版
- ロベール・クルティーヌ『食卓のバルザック』渡辺隆司共訳 柴田書店 1979
- バルザック『谷間の百合』新潮文庫 1986、改版2006、電子書籍も刊
- バルザック『シャベール大佐』川口篤共訳 東京創元社「創元ライブラリ」 1995、元版は同社「全集」（川口単独訳）
- バルザック『艶笑滑稽譚』岩波書店 2007、岩波文庫（全3巻） 2012-13、電子書籍も刊